# Xenoclarias eupogon
Xenoclarias eupogon — єдиний вид роду Xenoclarias родини Кларієві ряду сомоподібних. Інша назва «глибоководний сом озера Вікторії».

## Опис
Завдовжки досягає 20,9 см. Голова невелика. Очі помірного розміру. Є 4 пари доволі довгих вусів. Зябровий апарат зменшений, що допомагає занурюватися на значну глибину. Тулуб витягнутий, помірно широкий. Спинний та анальний плавці довгі, але останній поступається першому. Грудні та черевні плавці невеличкі. Хвіст широкий, короткий.

## Спосіб життя
Біологія даного виду вивчена погано. Невідомо, чи зберігся цей вид у природі. Віддає перевагу прісній воді. Дотримується глибини 10—79 м. Тримається мулистого ґрунту. Живиться комахами, насамперед хірономідами.
Статева зрілість настає при розмірі 11 см. Розмножується біля крутих скелястих зон.

## Розповсюдження
Мешкає в озері Вікторія. Звідси походить інша назва цього сома. Перебуває під загрозою зникнення через хижацтво нільського окуня.